# 冀朝铸

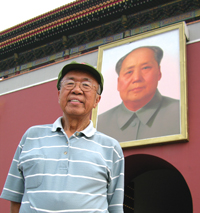
冀朝铸

冀朝铸（1929年7月30日—2020年4月29日），男，山西汾阳人，中华人民共和国外交官。

## 生平
1938年，隨家人移居美國，後就学於哈佛大学，后因朝鲜战争，1950年回國，就读于清华大学化学系。1954年9月，进入中华人民共和国外交部，先后任外交部办公厅科员、副科长、副主任。1972年，尼克松訪華時任周恩來的翻譯員。1973年4月，任中国驻美国联络处参赞。1975年，任外交部国际司副司长。1979年，任外交部美大司副司长。1982年3月，任中国驻美国大使馆公使衔参赞。1985年，任中国驻斐济兼驻瓦努阿图和基里巴斯大使。1987年8月，出任中华人民共和国驻英国大使。1991年，先後担任主管联合国技術合作促進發展部、經濟社會發展部的副秘书长。
2020年4月29日下午于北京因病去世，享年91岁。

## 家庭
父亲是法学家冀贡泉，大哥是经济学家冀朝鼎，四哥是演员冀朝理。